# Forcipomyia williamsi
Forcipomyia williamsi är en tvåvingeart som beskrevs av Pasquale Marino och Gustavo R. Spinelli 1999. Forcipomyia williamsi ingår i släktet Forcipomyia och familjen svidknott. Inga underarter finns listade i Catalogue of Life.